# Leonard Plukenet
Leonard Plukenet (1641-1706) est un botaniste anglais, professeur royal de botanique et jardinier de la  reine  Mary II. Leonard Plukenet est principalement connu pour Phytographia (Londres, 1691-1692), ouvrage en quatre parties dans lesquelles il a décrit et illustré des plantes exotiques rares. C'est un ouvrage abondamment illustré de plus de 2 700 figures, fréquemment cité dans les livres et les journaux du XVIIe siècle à nos jours. Il a collaboré avec John Ray dans le deuxième volume de Historia Plantarum (Londres, 1686-1704).

## Biographie
Leonard Plukenet est né à Westminster (Londres), où il a vécu la plus grande partie de sa vie. Après ses études à la Westminster School, il est apparemment allé à Hart Hall (Oxford), et est devenu docteur en médecine, mais on ne sait pas s'il a pratiqué réellement la médecine. En 1699, il épousa Letitia Manley, avec qui il eut sept enfants.  Il est mort le 6 juillet 1706 et a été enterré en l'église Sainte-Marguerite à Westminster, où il avait été baptisé.
Leonard Plukenet s'est consacré à la botanique, et a constitué un grand herbier de plantes envoyées par des correspondants du monde entier. Il a aidé John Ray pour le deuxième volume de Historia Plantarum, et dans la préface de son Synopsis methodica stirpium Britannicarum de 1690, John Ray mentionne Leonard Plukenet comme un botaniste du plus haut niveau.
Vers 1690, favorisé par la reine Mary II (épouse de Guillaume III), Leonard Plukenet fut nommé superviseur des jardins du roi du château de Hampton Court.
En 1691, à l'âge de 50 ans, Leonard Plukenet publie à ses frais les trois premières parties du Phytographia (1691-1692), contenant 250 planches illustrées. La quatrième partie est publiée en 1696, en même temps que l’Almagestum botanicum et son supplément, l’Almagestum botanici mantissa. Un volume supplémentaire, de l’Amaltheum botanicum, avec 104 planches, a été publié en 1705, ainsi qu'un index de l'ensemble. Ces différents tomes ont été rassemblés en une seule œuvre complète en 1720, rééditée en 1796. Linné s'est largement inspiré du Phytographia.
Les collections de Leonard Plukenet contiennent de nombreuses plantes provenant d'Amérique, recueillies notamment par John Banister de Virginie, ainsi que des spécimens de Sainte-Hélène, dont certains des premiers exemples de plantes endémiques de l'île, parfois aujourd'hui disparues. Ces collections font maintenant partie de l'herbier Sloane du Musée d'histoire naturelle de Londres.
Plukenet a également amassé une collection de 1 700 insectes, pressés comme des plantes, et déposés au Musée d'histoire naturelle de Londres.

## Œuvres
Selon WorldCat identities :
- Phytographia, sive stirpium illustriorum & minus cognitarum icones, 1691–1692.
- Almagestum botanicum sive Phytographiae Pluc'netianae Onomasticon Methodo Syntheticâ digestum, 1696.
- Almagesti botanici mantissa, 1700.
- Amaltheum botanicum, 1705.
- Opera Omnia Botanica, 1691–1705, en 6 volumes.

## Hommages

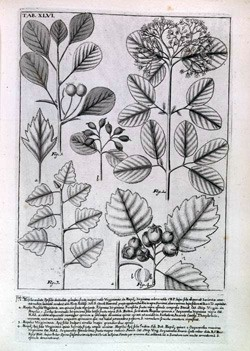
Planche extraite de Phytographia.

Plusieurs taxons ont été dédiés à Leonard Plukenet :
- Charles Plumier lui a dédié le genre Plukenetia Plum. ex L. 1753[3] dans la famille des Euphorbiaceae[4],[5].
- D'autre part une quarantaine d'espèces de plantes portent son nom, dont :
  - Agalinis plukenetii (Scrophulariaceae)
  - Brachypodium plukenetii (Poaceae)
  - Bromus plukenetii (Poaceae)
  - Clusia plukenetii (Clusiaceae)
  - Cyperus plukenetii (Cyperaceae)
  - Erica plukenetii (Ericaceae
  - Ericodes plukenetii (Arecaceae)
  - Leucas plukenetii (Lamiaceae)
  - Manicaria plukenetii (Arecaceae)
  - Miconia plukenetii (Melastomataceae)
  - Notholaena plukenetii  (Pteridaceae)
  - Phlomis plukenetii (Lamiaceae)